# 차이뽀
차이뽀(민난어: chhài-pó͘, 차오저우어: cai3 bou2 차이뽀우, 하카어: chhoi-phú 초이푸, 광둥어: 菜脯, 월병: coi3 pou2 초이포우[*])는 타이완 및 푸젠, 차오산, 홍콩, 마카오 등 중국 남부에서 먹는 무 저장식품이다.

## 이름
민난어 "차이뽀(chhài-pó͘, 菜脯)"는 "무"를 뜻하는 "차이타우(chhài-thâu, 菜頭)"에서 나온 "차이(chhài, 菜)"에 "마른고기" 등을 뜻하며 한국어 "포"와는 동원어인 "뽀(pó͘, 脯)"를 붙인 말이다.
표준 중국어로는 뤄보간(간체자: 萝卜干, 정체자: 蘿蔔乾, 병음: luóbo gān)이라 부른다. "뤄보(萝卜, 蘿蔔, luóbo)"는 "무"를, "간(干, 乾, gān)"은 "마른 것, 건조식품"을 뜻하며 "말린 무"라는 뜻이다.

## 종류

### 단 차이뽀
띵차이뽀(민난어 백화자: tiⁿ-chhài-pó͘, 한자: 甜菜脯)는 단맛이 난다. 태국에서는 차이뽀 완(태국어: ไชโป้วหวาน)이라 불린다.

### 짠 차이뽀
함차이뽀(민난어 백화자: hâm-chhài-pó͘, 한자: 咸菜脯)는 짠맛이 난다.

## 같이 보기
- 단무지
- 무말랭이
- 차이뽀능